# 独身
独身（どくしん, Single, Unmarried person）は、未婚あるいは配偶者との離婚・死別により寡婦・寡夫になった者。婚姻関係がない状態またはその者（独身者）のこと。なお「未婚」は結婚経験がなく独身の状態またはその者（未婚者）を指し、配偶者と離別または死別して独身となった場合は「未婚」ではないため、「独身」と「未婚」は同義ではない。

## 独身と社会

### 日本
日本では「おひとりさま」とも呼ばれる。独身貴族という言葉もあるが、時に軽蔑されて「女は30歳までに結婚しろ 」「男性が40歳過ぎて未婚・バツなしだと何かあると疑え」などといった「シングル・バッシング」を受けることもある。
晩婚化に伴い、20歳代後半、および30歳代の独身率も増えている。厚生労働省発表の2005年統計では、男性30～34歳の未婚率は47.1%、女性25～29歳の未婚率は59.0%などとなっている。結婚“できない”理由としては男女共に「適当な相手にめぐり会えない」が1位、男性では2位に「結婚資金が足りない」が突出していた。一方、結婚“しない”理由としては、男女共に「自由・気楽さを失いたくない」が1位、「結婚の必要性を感じない」が2位であった。
2007年の「厚生労働白書」による仕事の有無・就業形態別の結婚率の調査では、男性は各年代とも非正規雇用者の結婚率は正規雇用者の約半分であり、不安定な職業形態が増えたことも未婚者が増える一要因となっていることが示唆された。なお、女性の職業・就労の有無による差異は認められなかった。
2011年の独身男女意識調査（インテージ）によれば、独身女性の夫婦別姓支持率は7割近くにも達する。そのため選択的夫婦別姓制度の導入を求める声がある。
日本では近年、少子化が大きな社会問題となっているが、理由のひとつに独身の増加が挙げられる。日本では婚外子を避ける傾向が強いため、生涯を通じて独身でいれば子供を成すことは難しい。そのことが少子化の一因となっている。
また日本では、少子化と同時に高齢化も進み少子高齢化社会となっているが、女性は一般に男性より平均寿命が長いため、夫の死後長く一人で暮らす女性も増えている。熟年離婚により独身になった高齢者も少なくない。独居老人も参照のこと。
独身者とその家族（主に親）との関係も社会現象として注目されている。1999年に山田昌弘が著した『パラサイト・シングルの時代』は、独身者が親の経済力を当てにしていつまでも独立せず、同居を続ける現象を逸脱として問題提起しベストセラーとなった。また近年は、独身者が自分の親を介護をするシングル介護も顕在化し介護離職の原因ともなっている。
企業によっては、手当や昇進などの待遇面で独身社員よりも既婚・子持ち社員を優遇する方針が取られる例が見られる。

### 中国
中国では、2010年代に単身者の生活に合わせ、日用消費財、家電、家具、化粧品などで商品の縮小化と機能の細分化が進んだが、このような傾向は「単身経済」と呼ばれている。
また中国では、11月11日が独身者の日「光棍節」として祝われている。

## 独身と宗教

### 仏教
歴史的には僧侶の妻帯は忌避されたり、公認されないことが多かったが（五戒の1つ「不邪淫戒」による）、現代では日本、韓国（太古宗）、ネパール（ネワール仏教徒）などで僧侶の妻帯が認められる。

### キリスト教
実態としては、11世紀以前ではローマの僧侶は結婚することができ、僧侶階級は民衆の一部でもあったが、グレゴリウス7世の在位期間中、独身生活をさせ、俗人と切り離した。

## 備考
- 旧石器時代において子供を持てる男性は半分にも満たず、80 - 90%の男性が子供を有するようになったのは人類史・社会史では新しい[12]。また一夫多妻制の社会で多妻を有する男性は10%であり、その他は独身男性が占めている[13]。
- 日本社会において皆婚社会となったのは1650年頃からであり、95%以上の男女が結婚している[14]。江戸において火事が多かった原因は、独身男性が多く長屋暮らしによる飲酒後の寝タバコが原因とされる[15]。